# Episodi di Classe 3000 (prima stagione)
La prima stagione della serie animata Classe 3000, composta da 13 episodi, è stata trasmessa negli Stati Uniti, da Cartoon Network, dal 3 novembre 2006 al 20 aprile 2007.
In Italia è stata trasmessa su Cartoon Network dall'8 settembre al 14 ottobre 2007.
| nº | Titolo originale           | Titolo italiano            | Prima TV USA     | Prima TV Italia   |
| -- | -------------------------- | -------------------------- | ---------------- | ----------------- |
| 1  | Home                       | Il ritorno di Sunny        | 3 novembre 2006  | 8 settembre 2007  |
| 2  | Home                       | Il ritorno di Sunny        | 3 novembre 2006  | 8 settembre 2007  |
| 3  | Peanuts! Get Yer Peanuts   | Per un pugno di noccioline | 10 novembre 2006 | 9 settembre 2007  |
| 4  | Funky Monkey               | Il gorilla batterista      | 17 novembre 2006 | 15 settembre 2007 |
| 5  | The Hunt for Red Blobtober | La mappa del tesoro        | 24 novembre 2006 | 16 settembre 2007 |
| 6  | Eddie's Money              | Il blues del riccone       | 1º dicembre 2006 | 22 settembre 2007 |
| 7  | The Devil and Li'l D       | Il diavolo e Li'l D        | 15 dicembre 2006 | 23 settembre 2007 |
| 8  | Brotha from the Third Rock | Equivoco Spaziale          | 26 gennaio 2007  | 29 settembre 2007 |
| 9  | Westley Side Story         | Westley Side Story         | 2 febbraio 2007  | 30 settembre 2007 |
| 10 | Love Is in the Hair...Net  | L'amore è nell'aria        | 9 febbraio 2007  | 6 ottobre 2007    |
| 11 | Am I Blue?                 | Il colore del successo     | 16 febbraio 2007 | 7 ottobre 2007    |
| 12 | Prank Yankers              | Nemiche per la pelle       | 23 febbraio 2007 | 13 ottobre 2007   |
| 13 | Mini Mentors               | Caccia alla celebrità      | 20 aprile 2007   | 14 ottobre 2007   |